# 마쓰우라 도시오
마쓰우라 도시오(일본어: 松浦 敏夫, 1955년 11월 20일 ~ )는 일본의 전 축구 선수이다.

## 국가대표팀 경력
그는 1981년 재팬컵에 참가할 일본 국가대표팀에 발탁되었으며, 6월 2일 중국와의 경기에서 데뷔했다. 1986년 아시안 게임에도 출전했다. 그는 1987년까지 국제 A매치 통산 22경기에 출전, 6득점을 넣었다.

## 통계
| 일본 | 일본 | 일본 |
| 연도 | 출전 | 득점 |
| ---- | ---- | ---- |
| 1981 | 4    | 1    |
| 1982 | 2    | 0    |
| 1983 | 5    | 0    |
| 1984 | 1    | 0    |
| 1985 | 0    | 0    |
| 1986 | 3    | 1    |
| 1987 | 7    | 4    |
| 통산 | 22   | 6    |